# Solutra

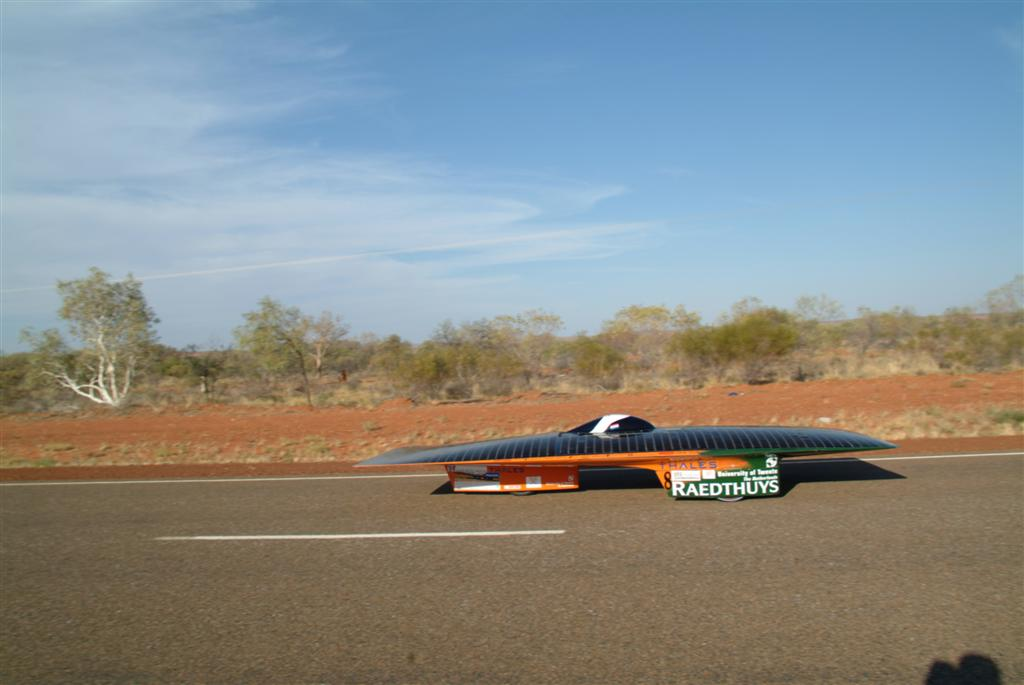
De SolUTra in Australië.

De SolUTra is de eerste zonnewagen die ontwikkeld werd door de studenten van het Solar Team Twente. De studenten zijn verbonden aan zowel Universiteit Twente als Saxion.
Deze zonnewagen brak op zondag 28 augustus 2005 op de Gronausestraat in Enschede het FIA-wereldsnelheidsrecord voor zonnewagens op de afstand van één kilometer. Tevens is met deze auto deelgenomen aan de World Solar Challenge 2005, waar een negende plaats gehaald werd. Aan deze race werd ook deelgenomen door een ander Nederlands team dat beslag op de eerste plaats wist te leggen, de Nuna3.
De SolUTra heeft drie opvolgers: De Twente One die zesde werd in de World Solar Challenge 2007,
de 21Revolution die achtste werd in de World Solar Challenge 2009 en de 21Connect die vijfde werd in de World Solar Challenge 2011.

## Techniek van de Solutra

### Integratie van chassis en carrosserie
Een kenmerk van de SolUTa is de integratie van het chassis en carrosserie in de vorm van een monocoque-constructie met opliggende aerodynamische bovenkap. Dit betekent dat het frame en de buitenschil van de auto gecombineerd zijn in één product. Het materiaal gebruikt voor dit onderdeel is een kunststof die versterkt is met vezelmatten. Hierdoor is het mogelijk een chassis te ontwerpen dat heel sterk en licht is.

### Optimaal aerodynamisch ontwerp
De zonnewagens die deelnamen aan de World Solar Challenge 2005 werden niet door het reglement beperkt in de zithouding van de coureur en hierdoor kon er een aerodynamisch optimale auto ontworpen worden door een liggende houding aan te nemen. De meedraaiende wielkappen van de zonnewagen van Twente waren een vernuftig detail. Hierdoor konden de wielkappen smal blijven en minder luchtweerstand creëren dan bredere wielkappen die niet mee konden draaien.

### Wielophanging
De voorwielophanging was ontworpen volgens het dubbele wishbone-principe. In feite zijn het twee boven elkaar geplaatste driehoeksconstructies waaraan het wiel vastzat. De demper was direct aan het fuseestuk, het verbindingsstuk tussen de twee boven elkaar liggende driehoeken, gemonteerd.
Naast een normale stuurstang om het wiel te draaien had de SolUTra een extra stuurstang om de wielkappen mee te kunnen laten draaien.
Een ander detail was de achterwielophanging. Deze was gemaakt van dun aluminium plaatmateriaal gecombineerd met aluminium freesdelen. Het toepaste boxprincipe en de afwerking door rijen popnagels maken de achterwielophanging helemaal af.

### Elektronisch ontwerp
Het meest essentiële aan het ontwerp van een zonnewagen is natuurlijk het zonnepaneel. Cellen met een hoger rendement zorgen voor meer vermogen, het is de eigenlijke motor van de auto. Daarnaast zijn er nog andere elektronische componenten die ervoor zorgen dat je zo efficiënt mogelijk kan omgaan met de binnengekomen zonne-energie, de toepassing van maximum power point trackers, een component die de optimale afstemming tussen het spanningsniveau en de stroomsterkte bepaalt. Aangezien de stroomsterkte en het spanningsniveau het vermogen bepalen levert dit dus het meest ideale punt op in de vermogenskromme. Daarnaast wordt er nog gebruikgemaakt van een motorcontroller die de motor met de juiste spanning aanstuurt. Ten slotte was de auto uitgerust met een lithiumcellen accupakket. Dit is de energiebuffer van de auto, hier wordt alle energie opgeslagen.

### Technische specificaties
| Afmetingen               | Lengte: 5,00 m - breedte: 1,80 m - hoogte: 0,80 m  |
| Gewicht (zonder coureur) | 210 kg                                             |
| Wielen                   | 2 voor, 1 achter                                   |
| Snelheid                 | Topsnelheid: 125 km/h - Cruisesnelheid: 85 km/h    |
| Zonnecellen              | 9 m2 galliumarsenide met een efficiëntie van 24,5% |
| Luchtweerstand           | 0,08 Cw                                            |
| Accucapaciteit           | 5,5 kWh                                            |

## Solar Team Twente in 2007
Een nieuwe groep van 16 studenten van de Universiteit Twente en de Saxion Hogescholen deed mee aan de World Solar Challenge 2007 met de opvolger van de SolUTra: de Twente One.
Solutra · Twente One · 21Revolution · 21Connect · The RED Engine · Red One · Red Shift